# Technická komise IEC
Technická komise IEC , Mezinárodní elektrotechnické komise, je základní komponentou při vytváření norem IEC. Technické komise IEC zajišťují normalizační práce řadou expertů IEC, pracovních skupin (WG) a projektových a údržbových týmů (PT a MT). Toto reprezentuje národní elektrotechnické potřeby členských zemí IEC a globálně přiřazených organizací.  Spolupráci na globální a nezávislé platformě IEC zajišťují techničtí experti IEC, kteří zastupují průmyslové, vládní, zkušební, výzkumné a akademické laboratoře, případně spotřebitelské organizace. Mezinárodní normy IEC se tedy vypracovávají jako globální, relevantní a založené na nezávislé shodě.
Podrobnosti o Mezinárodní elektrotechnické komisi (IEC) nalézt na webu IEC .

## Činnosti TC IEC
Komise TC podávají hlášení výboru SMB (Standardization Management Board). Každá TC definuje svoji oblast aktivity a předkládá ji výboru SMB ke schválení. Libovolná TC může být tvořena jednou nebo více subkomisemi SC, v rozsahu svého pracovního programu. Jednotlivé SC definují svůj rozsah činnosti v rámci rodičovské TC, které podávají hlášení přímo.
Členství v TC zahrnuje národní komise (IEC NC), které mohou spolupracovat formou:
- P-členství (Participating members), kde je povinnost hlasování ve všech stupních zpracování dokumentů a podílet se na zasedáních, nebo
- O-členství (Observer members), kdy národní komise dostává dokumenty TC a má právo předkládat připomínky a účastnit se zasedání TC.

Komise a subkomise IEC připravují technické dokumenty, podle svého zaměření. Tyto dokumenty se předkládají komisím NC s P-členstvím k hlasování a schválení jako mezinárodní normy (International Standards).
Výbor SMB zřizuje rovněž projektové týmy (PT) k přípravě jednotlivých norem, které nespadají do náplně existujících TC nebo SC. Projektové komise se ruší po publikování příslušné normy.
Každá národní komise IEC odpovídá za spolupráci expertů ze své země. Případný zájemce o spolupráci v TC nebo SC by měl kontaktovat příslušnou národní komisi.  Pokud příslušná země není členem IEC, pak lze kontaktovat IEC Central Office.
Přehled v číslech (k datu 07/2020)
| IEC TC/SC            | 210   |
| Pracovní skupiny, WG | 685   |
| Projektové týmy, PT  | 208   |
| Údržbové týmy, MT    | 641   |
| Experti IEC          | 21668 |

Podrobnosti o aktuálním stavu IEC TC/SC lze nalézt na webu: .